# Paul Rodgers (labdarúgó)
Paul Leo H Rodgers (Edmonton, 1989. október 6. –) angol hivatásos  labdarúgó, jelenleg a Northampton Town játékosa. Ezt megelőzően az Arsenalban játszott. Általában középhátvéd vagy szélső hátvéd poszton játszik.

## Pályafutása
Rodgers 2005-ben került az Arsenalhoz, és a 2007–08-as szezon elején profi szerződést írt alá a klubbal. Eredetileg szélső hátvédként játszott, de azóta többször került a középhátvéd posztra is. Bemutatkozó mérkőzését a Barnet elleni 2007-es szezon előtti barátságos mérkőzésen játszotta.
Az Arsenal színeiben első tétmérkőzését az angol labdarúgó-ligakupa negyeddöntőjében játszotta 2008. december 2-án a Burnley ellen. A mérkőzést az Arsenal 2-0 arányban elvesztette, Rodgerst a 46. percben lecserélték, helyére Henri Lansbury állt be. 2009. január 22-én az Arsenal bejelentette, hogy egy hónapra kölcsönadják a Northampton Town-nak, a kölcsönt később a szezon végéig meghosszabbították. Miután 2009 júniusában az Arsenal elengedte, egy rövid próbaidő után a Northampton Townhoz igazolt.

## Külső hivatkozások
- Paul Rodgers jadatlapja az ntfc.co.uk oldalon
- Paul Rodgers (labdarúgó) pályafutásának statisztikái a Soccerbase oldalon (angolul)